# Senguio
Senguio es una localidad ubicada al norte del estado de Michoacán, cabecera del municipio homónimo. Se localiza relativamente cercano al Santuario de Sierra Chincua que es parte de la Reserva de la Biosfera de la Mariposa Monarca que fue declarada Patrimonio de la Humanidad por la Unesco en el año 2008.

## Toponimia
Su nombre en lengua purépecha significa límites o lindero entre dos reinos porque en la época prehispánica esta comunidad se situaba entre los límites de la frontera purépecha con el Imperio mexica.

## Historia
Senguio estuvo ocupada por tribus mazahua, dentro de los límites de la frontera tarasca con el imperio azteca, y la región de la tribu chichimeca. Fue conquistada por los españoles en la primera avanzada, en 1522, de Cristóbal de Olid en Michoacán, quedando años después dentro de la encomienda del español Ocaños, la paso después a Pedro Juárez. Con la llegada de los españoles en 1522 Senguio adquirió la traza de un pueblo colonial con la edificación de la iglesia, frente a ella, la plaza mayor y el edificio para el gobierno civil. Siguiendo la forma de una cruz griega, se trazaron sus calles con  viviendas hechas de teja a dos aguas sostenidas por vigas de madera que descansan sobre muros de adobe. En 1540, a su paso por el lugar, Don Antonio de Mendoza fundó la población de Maravatío, quedando Senguio dentro de su jurisdicción.
A lo largo de todo el período colonial, los indígenas de estos valles, sufrieron la hostilidad de los hacendados y ranchos, quienes a través del tiempo despojaron a las comunidades de sus tierras, conformando grandes latifundios debido a lo fértil de esas tierras.
A fines del siglo XVI, subsistía frente a las haciendas, la propiedad comunal de los pobladores de Senguio, que habían recibido, sus títulos de las autoridades coloniales, para su manutención y la de sus hospitales. La comunidad fue atacada hasta su desintegración. Durante el siglo XVII, se han consolidado los latifundios españoles, quedando el poblado, reducido y los indígenas mazahuas son obligados a trabajar en las haciendas y ranchos, como el de Senguio y Carindapaz, entre otros. En la época las haciendas producían grandes cantidades de trigo y maíz, además de ganado vacuno y cerdos, quedando aislado el grupo de indígena. A finales del período colonial, pasó a formar parte, en 1731, de la nueva parroquia de Irimbo y la población indígena casi se había perdido, conformándose una población predominantemente de mestizos y mulatos.
Durante la época de independencia, fue una región que participó al lado de los Insurgentes, bajo el mando de los hermanos Rayón. Al término de la guerra, pasó a formar parte del Distrito de Zitácuaro, en la doctrina de Irimbo. Producían maíz, trigo y se dedicaban al comercio de semillas y labrado de madera. Fue elevado a tenencia del municipio de Irimbo, en 1831, y posteriormente se le otorgó el rango de municipio el 26 de abril de 1836.
Durante la revolución, sus pobladores participan en la lucha agraria activamente, con el propósito de la expropiación de las haciendas de la zona.

## Geografía
Se encuentra en la ubicación 19°44′4″N 100°21′7″O / 19.73444, -100.35194, a una altitud de 2272 m s. n. m. El clima es templado con lluvias en verano. Tiene una precipitación pluvial anual de 1021 milímetros cúbicos y temperaturas que varían de 8.6 a 23.4 grados Celsius.

## Demografía
Según los datos registrados en el Censo General de Población y Vivienda llevado a cabo por el Instituto Nacional de Estadística y Geografía (INEGI) en el año 2020 la localidad cuenta con 2763 habitantes lo que representa un crecimiento promedio de 0.21% anual en el período 2010-2020 sobre la base de los 2707 habitantes registrados en el censo anterior. Ocupa una superficie aproximada de 1.942 km², lo que determina al año 2020 una densidad de 1422 hab/km². Por su población es la 200° localidad más poblada de Michoacán.
En 2020 el 47.1% de la población eran hombres (1300 personas) y el 52.9% mujeres (1463 personas).
La población de Senguio está mayoritariamente alfabetizada, (3.69 % de personas mayores de 15 años analfabetas, según relevamiento del año 2020), con un grado de escolaridad promedio superior a los 9 años. El 94.9 % de los habitantes de Senguio profesa la religión católica.
En el año 2010 estaba clasificada como una localidad de grado medio de vulnerabilidad social. Según el relevamiento realizado, 812 personas de 15 años o más no habían completado la educación básica, —carencia conocida como rezago educativo—, y 1156 personas no disponían de acceso a la salud.

### Población de Senguio 1900-2020[9]
| Gráfica de evolución demográfica de Senguio entre 1900 y 2020                                     |
|                                                                                                   |
| Población de los censos del Instituto Nacional de Estadística y Geografía (INEGI) de 1900 a 2020. |